# Beredskabsforbundets Hæderstegn
Beredskabsforbundets Hæderstegn (formentligt frem til 1992, Civilforsvarets-Forbundets Hæderstegn, forkortet C.F.F.H.) blev indstiftet den 30. november 1956 af kong Frederik 9., og kan tildeles personer som har ydet en anerkendelsesværdig indsats for redningsberedskabet i Danmark.

## Historie
Den 8. oktober 1953 sendte Foreningen for Politimestre i Danmark et brev til Civilforsvarsstyrelsen hvor man ytrede et ønske om at indstifte et hæderstegn til civile der havde ydet Politiet stor hjælp. Styrelsen delegerede opgaven til Civilforsvars-Forbundet (CFF) og den 6. april 1955 blev ideen om et hæderstegn godkendt af kongen og arbejdet med at indføre den gik i gang. Den første tildeling fandt sted den 17. juni 1957, på hofjægermester Torben Foss' fødselsdag. Torben Foss var stifter af Dansk Luftværnsforening og Civilforsvars-Forbundet fra 1938-1952.

## Tildeling
Tildelingen hæderstegnet kan opdeles i tre forskellige grupper:
- Personer, som over en længere periode har tjent redningsberedskabet anerkendelsesværdigt.
  - Denne gruppe består af frivillige og ansatte under redningsberedskabet.
  - "En længere periode" betyder normalt mindst 15 år.
  - "Anerkendelsesværdig tjeneste" menes tjeneste der er hvor man skiller markant ud fra gennemsnittet.
    - 5-6 hæderstegn kan tildeles til denne gruppe årligt.
- Personer som i speciel grad har har gjort dem selv bemærket i redningsberedskabets tjeneste.
  - Dette kunne, eksempelvis, være en brandchef, som over en længere periode har arbejdet for at forbedre det frivillige beredskab.
    - 4-5 hæderstegn kan gives til denne gruppe årligt. Beredskabskorpset råder over henholdsvis 2 og 3 hæderstegn hvert andet år.
- Andre personer som har gjort anerkendelsesværdigt arbejde for beredskabssagen.
  - Denne gruppe er som oftest politikere og andre offentlige nøglefigurer.
    - 1-3 hæderstegn kan årligt tildeles denne gruppe.

Det tildeles årligt op til 10 hæderstegn årligt. Siden indstiftelsen er over 700 personer i Danmark og udland blevet tildelt hæderstegnet.
Hæderstegnet tildeles hvert år i forbindelse med årsmødet i juni måned af præsidenten for redningsberedskabet i Danmark.